# Kawy dwie
Kawy dwie – piosenka dziesiąta z kolei i drugi singel promocyjny z albumu Fasady zespołu Lipali. Singel wydano 18 listopada 2015. Tego dnia opublikowano także teledysk w reżyserii i ze zdjęciami Szymona Kubki.

## Notowania
- Lista RFN Muzzo FM: 2[1]
- Turbo Top Antyradio: 2[2]
- Uwuemka: 34[3]
- Lista Przebojów Trójki: 42[4]